# Canberra Challenger 2016
Il Canberra Challenger 2016 è stato un torneo maschile di tennis professionistico. È stata la 2ª edizione del torneo, facente parte della categoria Challenger 80 nell'ambito dell'ATP Challenger Tour 2016, con un montepremi di 75000 $.Si è svolto dall'11 al 17 gennaio 2016 sui campi in cemento del Canberra Tennis Centre di Canberra, in Australia.

## Partecipanti singolare

### Teste di serie
| Nazionalità | Giocatore               | Ranking | Testa di serie |
| ----------- | ----------------------- | ------- | -------------- |
| Italia      | Paolo Lorenzi           | 69      | 1              |
| Colombia    | Santiago Giraldo        | 70      | 2              |
| Spagna      | Daniel Muñoz de la Nava | 77      | 3              |
| Spagna      | Marcel Granollers       | 84      | 4              |
| Croazia     | Ivan Dodig              | 89      | 5              |
| Argentina   | Diego Schwartzman       | 90      | 6              |
| Russia      | Evgenij Donskoj         | 94      | 7              |
| Giappone    | Tarō Daniel             | 97      | 8              |

### Altri partecipanti
Giocatori che hanno ricevuto una wild card:
- Alex de Minaur
- Alexei Popyrin
- Daniel Hobart
- Max Purcell

Giocatori che sono passati dalle qualificazioni:
- Daniel Nolan
- Frank Moser
- Steven De Waard
- Sergey Betov

## Partecipanti doppio

### Teste di serie
| Nazionalità | Giocatore           | Nazionalità | Giocatore         | Testa di serie |
| ----------- | ------------------- | ----------- | ----------------- | -------------- |
| Polonia     | Mariusz Fyrstenberg | Messico     | Santiago González | 1              |
| Austria     | Philipp Oswald      | Canada      | Adil Shamasdin    | 2              |
| Bielorussia | Sergey Betov        | Bielorussia | Aljaksandr Bury   | 3              |
| Australia   | Carsten Ball        | Germania    | Frank Moser       | 4              |

### Altri partecipanti
Coppie che hanno ricevuto una wild card:
- Alexei Popyrin /  Kody Pearson
- Blake Ellis /  Adam Walton
- Daniel Hobart /  Daniel Nolan

## Punti e montepremi
| Torneo    | Torneo              | V     | F    | SF   | QF   | R16  | R32 | Q |
| Singolare | Punti               | 80    | 48   | 29   | 15   | 7    | 0   | 3 |
| Singolare | Premi in denaro ($) | 10800 | 6360 | 3765 | 2190 | 1290 | 780 | - |
| Doppio    | Punti               | 80    | 48   | 29   | 15   | 0    | –   | – |
| Doppio    | Premi in denaro ($) | 4650  | 2700 | 1620 | 960  | 540  | –   | – |

## Vincitori

### Singolare
Paolo Lorenzi ha sconfitto in finale  Ivan Dodig con il punteggio di 6-2 6-4.

### Doppio
Mariusz Fyrstenberg /  Santiago González hanno sconfitto in finale  Maverick Banes /  Jarryd Chaplin con il punteggio di 7-63 6-3.